# Сианорти (микрорегион)

Сианорти на карте.

Сианорти (порт. Microrregião de Cianorte) — микрорегион в Бразилии. Входит в штат Парана. Составная часть мезорегиона Северо-запад штата Парана. Население составляет 	142 433	 человека на 2010 год. Площадь — 	4073,936	 км². Плотность населения — 	34,96	 чел./км².

## Демография
Согласно сведениям, собранным в ходе переписи 2010 г. Национальным институтом географии и статистики (IBGE), население микрорегиона составляет:						
| Полное население                             | Полное население                             | Полное население                             | Полное население                             | 142 433 |
| -------------------------------------------- | -------------------------------------------- | -------------------------------------------- | -------------------------------------------- | ------- |
| в том числе:                                 | Городское население                          | 121 369                                      | Процент городского населения, %              | 85,21   |
|                                              | Сельское население                           | 21 064                                       | Процент сельского населения, %               | 14,79   |
|                                              | Мужское население                            | 70 538                                       | Процент мужского населения, %                | 49,52   |
|                                              | Женское население                            | 71 895                                       | Процент женского населения, %                | 50,48   |
| Плотность населения, чел/км²                 | Плотность населения, чел/км²                 | Плотность населения, чел/км²                 | Плотность населения, чел/км²                 | 34,96   |
| Население микрорегиона в % к населению штата | Население микрорегиона в % к населению штата | Население микрорегиона в % к населению штата | Население микрорегиона в % к населению штата | 1,36    |

## Статистика
- Валовой внутренний продукт на 2003 год составляет 1 151 396 812,00 реалов (данные: Бразильский институт географии и статистики).
- Валовой внутренний продукт на душу населения на 2003 год составляет 8980,25 реалов (данные: Бразильский институт географии и статистики).
- Индекс развития человеческого потенциала на 2000 год составляет 0,778 (данные: Программа развития ООН).

## Состав микрорегиона
В составе микрорегиона включены следующие муниципалитеты:
1. Сианорти
2. Сидади-Гауша
3. Гуапорема
4. Индианополис
5. Жапура
6. Жусара
7. Рондон
8. Сан-Мануэл-ду-Парана
9. Сан-Томе
10. Тапежара
11. Тунейрас-ду-Уэсти